# Liste der Naturdenkmäler in Wettenberg
Die Liste der Naturdenkmäler in Wettenberg nennt die auf dem Gebiet der Gemeinde Wettenberg gelegenen Naturdenkmäler. Sie sind nach dem Hessischen Gesetz über Naturschutz und Landschaftspflege (Hessisches Naturschutzgesetz – HAGBNatSchG) § 12 geschützt und bei der unteren Naturschutzbehörde des Landkreises Gießen (Fachdienst 72 Naturschutz) eingetragen.

| Bild | Bezeichnung                       | Ortsteil, Lage                                                                | Beschreibung | Art       | Nr.   |
| ---- | --------------------------------- | ----------------------------------------------------------------------------- | --- | --------- | ----- |
| BW   | Roter Graben                      | Wißmar, Gemarkung Wißmar 50° 38′ 36,6″ N, 8° 40′ 11,4″ O                      | Bewaldete Erosionsrinne, flächenhaftes Naturdenkmal. 1953 ausgewiesen, erstes flächenhaftes ND im Landkreis.        | -         | ND 48 |
| BW   | Steinbruch im Reitzensteiner Wald | Wißmar, Gemarkung Wißmar 50° 39′ 2,9″ N, 8° 40′ 6,1″ O                        | Steinbruch, geschützt aus naturgeschichtlich, wissenschaftlichen und landeskundlichen Gründen. Flächenhaftes ND.    | -         | ND 53 |
| BW   | Rotbuche von Krofdorf-Gleiberg    | Krofdorf-Gleiberg, Gemarkung Krofdorf-Gleiberg 50° 40′ 13,9″ N, 8° 38′ 2,3″ O | Einzelbaum „In der Bäuerstädt“, mächtiger Waldbaum im Staatswald Krofdorf-Gleiberg aus der Zeit um 1840. Höhe 45 m. | Rot-Buche | ND 54 |